# Кельд Бордінгор
Кельд Бордінгор (дан. Keld Bordinggaard, нар. 23 листопада 1962, Гольстебро) — данський футболіст, що грав на позиції півзахисника. По завершенні ігрової кар'єри — тренер. З 2021 року тренує молодіжну команду клубу «Баєр 04».
Виступав, зокрема, за клуб «Оденсе», а також національну збірну Данії.
Дворазовий чемпіон Данії. Володар Кубка Данії. Володар Кубка Інтертото.

## Клубна кар'єра
У дорослому футболі дебютував 1981 року виступами за команду «Оденсе», в якій провів сім сезонів. За цей час виборов титул чемпіона Данії.
Згодом з 1988 по 1997 рік грав у складі команд «Паніоніос», «Вайле», «Оденсе» та «Сількеборг». Протягом цих років додав до переліку своїх трофеїв ще один титул чемпіона Данії, ставав володарем Кубка Інтертото.
Завершив ігрову кар'єру у команді «Вайле», у складі якої вже виступав раніше. Повернувся до неї 1999 року, захищав її кольори до припинення виступів на професійному рівні у 2000 році.

## Виступи за збірну
У 1983 році дебютував в офіційних матчах у складі національної збірної Данії.
Загалом протягом кар'єри в національній команді, яка тривала 8 років, провів у її формі 4 матчі.

## Кар'єра тренера
Розпочав тренерську кар'єру відразу ж по завершенні кар'єри гравця, 2000 року, увійшовши до тренерського штабу клубу «Вайле», де пропрацював з 2000 по 2001 рік.
У 2006 році став головним тренером команди Данія U21, тренував молодіжну збірну Данії п'ять років.
Протягом тренерської кар'єри також очолював команди «Вайле», «дн» та «Сількеборг», а також входив до тренерських штабів клубів Данія та «Майнц 05».
З 2021 року тренує молодіжну команду клубу «Баєр 04».

## Титули і досягнення
- Чемпіон Данії (2):

«Оденсе»: 1982
«Сількеборг»: 1993-1994
- Володар Кубка Данії (2):

«Оденсе»: 1982-1983, 1990-1991
- Володар Кубка Інтертото (1):

«Сількеборг»: 1996